# Kotlin (eiland)
Kotlin (Russisch: Котлин; Fins: Retusaari) is een Russisch eiland, 30 km ten westen van Sint-Petersburg in het oostelijk deel van de Finse Golf op de plaats waar de Nevabaai begint. Tussen 1323 en 1617 was het eiland, Retusaari of Ratteneiland, onbewoond en betwist gebied tussen Zweden en Rusland. In 1617 kwam het in Zweedse handen, maar Peter de Grote veroverde het eiland rond het begin van de 18e eeuw en sindsdien behoort het tot Rusland. Het eiland is langwerpig en zo'n 12 kilometer lang en maximaal 1,5 kilometer breed.
Het eiland ligt strategisch in de Finse Golf. De vestingstad Kronstadt ligt op het oostelijke deel van het eiland. Al het scheepvaartverkeer van en naar Sint-Petersburg passeert het eiland. De belangrijkste scheepvaartroute ligt direct ten zuiden van Kotlin. Voor de verdediging van de Russische hoofdstad speelde het een belangrijke rol. Diverse forten en batterijen op het eiland en in de zuidelijke en noordelijke vaarroute zijn gebouwd om vijandige marineschepen de toegang tot de stad te ontzeggen. Kotlin is sinds het begin van de 18e eeuw een belangrijke marinehaven voor de Baltische Vloot.
Het eiland is door de Sint-Petersburgdam verbonden met het vasteland, meer bepaald de voorsteden Lomonosov en Sestroretsk. Dit is een dijk die als wegverbinding én als stormvloedbescherming is aangelegd. De dam werd officieel geopend in 2011.
Nabij de vesting bevindt zich het merkteken voor het Kronstadtpeil, het referentiepunt voor de hoogtebepaling in Oost-Europese landen.